# 賓峰
75°58′S 70°0′W / 75.967°S 70.000°W
賓峰（英語：Bean Peaks），是南極洲的山峰，位於帕爾默地，處於卡爾森峰和諾沃辛峰之間，屬於豪貝格山脈的一部分，美國地質調查局根據測量和該國海軍的空中照片繪入地圖，現時由南極條約體系管理。